# Нектар (сокосодержащий напиток)

Нектар из манго

Нектар — жидкий пищевой продукт, приготовленный из концентрированного сока (пюре), питьевой воды с добавлением или без добавления одноименных натуральных ароматообразующих веществ.
Нектар - жидкий пищевой продукт, который не сброжен, способен к брожению, произведен путём смешивания сока, и (или) фруктового и (или) овощного пюре, и (или) концентрированного фруктового и (или) овощного пюре с питьевой водой с добавлением сахара, и (или) сахаров, и (или) меда, подсластителей или без их добавления.
При изготовлении нектара доля концентрированного сока (пюре) должна составлять в зависимости от вида фруктов или овощей не менее 20-50 % от всего объема. Кроме воды в нектаре могут содержаться сахар и натуральные подкислители (например, лимонная кислота), мякоть фруктов и овощей, клетки цитрусовых фруктов. В нектар не могут добавляться — консерванты, ароматизаторы и подсластители. Как правило, нектары делают из тех фруктов или овощей, концентрированный сок которых невозможно использовать для приготовления сока из-за слишком сладкого или кислого вкуса (например, вишня, смородина, гранат) или из-за густой консистенции (например, банан, персик).
Часто содержат значительные количества сахара, практически такие же как и газированные воды .